# Ruch 4B
Ruch 4B (znany też jako Four No's z ang. Cztery nie) – radykalno feministyczny ruch powstały w Korei Południowej na platformach Womad oraz Twitter w latach 2017-2019. Członkinie ruchu rezygnują z czterech czynności:
- seksu (kor.: 비섹스; RR: bisekseu),
- wychowywania dzieci (kor. 비출산; Hanja: 非出産; RR: bichulsan),
- randkowania (kor.: 비연애; Hanja: 非戀愛; RR: biyeonae),
- małżeństw z mężczyznami (kor.: 비혼; Hanja: 非婚; RR: bihon)[2][3][4].

Ruch rozprzestrzenił się wśród kobiet w Stanach Zjednoczonych w odpowiedzi na ponowną elekcję prezydenta Donalda Trumpa w 2024 roku.